# Tasov (Hodoníni járás)
Tasov település Csehországban, Hodoníni járásban. Tasov Malá Vrbka, Hroznová Lhota, Hrubá Vrbka és Lipov településekkel határos. Lakosainak száma 521 fő (2024. január 1.).

## Népesség
A település lakosságának változását az alábbi diagram mutatja:
| Lakosok száma | 632  | 746  | 746  | 538  | 590  | 554  | 548  | 559  | 539  | 521  |
|               | 1869 | 1890 | 1921 | 1950 | 1980 | 2001 | 2017 | 2019 | 2022 | 2024 |